# Charles Butler (naturalista)
Charles Butler (*1559-1647) fue un autor, escritor y naturalista inglés. 

## Trayectoria
Escribió un texto publicado en Oxford en 1609 con el título La monarquía femenina de las abejas, donde descubría el verdadero valor de la abeja reina, haciendo un importante aporte a la apicultura.
Por aquel entonces la monarquía femenina era objeto de discusión política y Butler descubrió el valor de coacción que produce la abeja reina mediante feromonas a las que llamó sustancia real, que las abejas obreras distribuyen por toda la colmena y de la que depende el ordenamiento social de esta.